# Modemo
 (mars 2024).
Si vous disposez d'ouvrages ou d'articles de référence ou si vous connaissez des sites web de qualité traitant du thème abordé ici, merci de compléter l'article en donnant les références utiles à sa vérifiabilité et en les liant à la section « Notes et références ».
Modemo est un fabricant japonais de modèles réduits et de modèles en plastique qui a pris la suite de l'entreprise Hasegawa.

## Histoire
Son prédécesseur était Hasegawa Seisakusho, un fabricant de maquettes en bois fondé en 1941 par Katsuro Hasegawa. Il produisit des modèles réduits d'avions, de voitures, de navires, etc., des modèles de personnages et des modèles ferroviaires. Connu comme le « Hasegawa des avions »[réf. souhaitée].
Le siège social est situé à Yakusu, ville de Yaizu, préfecture de Shizuoka. Un F-104 est exposé sur le toit du quartier général, et un Fuji T-3 est exposé devant l'entrée[réf. souhaitée].

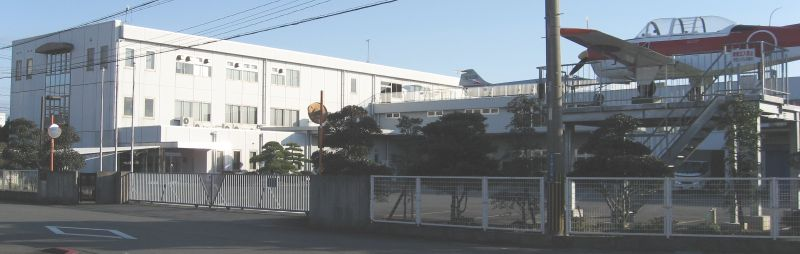
Siege social

En 1997, l'entreprise est entrée sur le marché de l'échelle N et a créé Modemo en tant que marque de modélisme ferroviaire[réf. souhaitée].